# Ремеревиль
Ремереви́ль (фр. Réméréville) — коммуна во французском департаменте Мёрт и Мозель, региона Лотарингия. Относится к  кантону Томблен.

## География
Ремеревиль расположен в 16 км к востоку от Нанси. Соседние коммуны: Эрбевиллер-сюр-Амезюль на севере, Оэвиль на востоке, Курбессо на юге.

## Демография
Население коммуны на 2010 год составляло 522 человека.
| 1962 | 1968 | 1975 | 1982 | 1990 | 1999 | 2010 |
| ---- | ---- | ---- | ---- | ---- | ---- | ---- |
| 277  | 308  | 313  | 326  | 376  | 408  | 522  |